# Semana Santa en Ayora
La Semana Santa de Ayora es una de las principales celebraciones que tienen lugar en el municipio de Ayora, ubicado en la Comunidad Valenciana, España. Durante la misma tiene lugar diferente procesiones religiosas y varias tradiciones típicas de la población que dan a la festividad un carácter propio.

## Historia

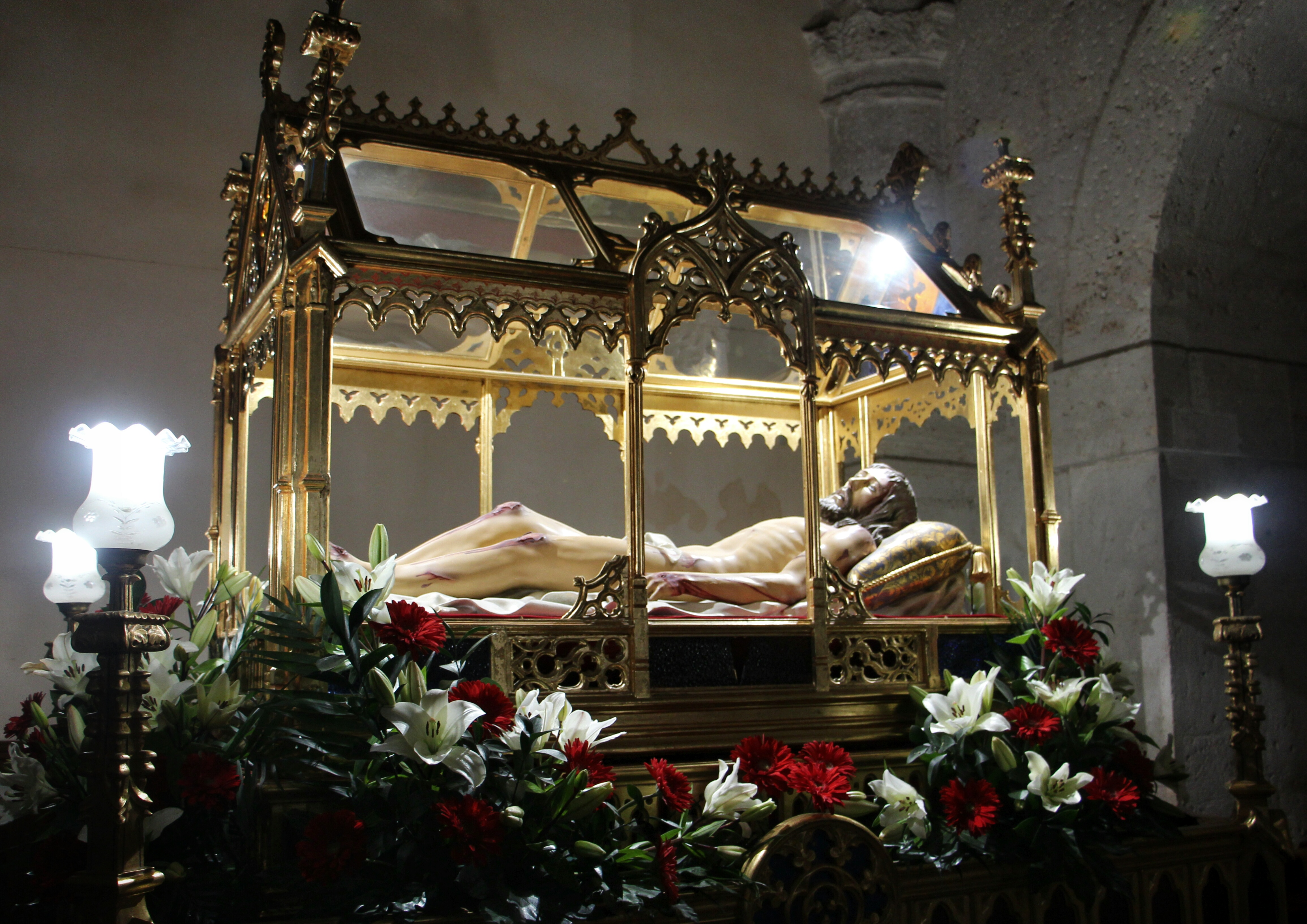
Imagen del Cristo yaciente

La Semana Santa de Ayora data de finales del siglo XVI y surgió a modo de penitencia debido a una epidemia de cólera que asoló la población. Se tiene constancia que varios de estos penitentes procesionaban flagelandose.
A la vez que la Semana Santa de Ayora nació la primera cofradía, La Sangre de Cristo (siglo XVI), que desde el origen hasta principio del siglo XX era la encargada de vertebrar la celebración. Durante los siglos XVIII, XIX y XX nacen el resto de cofradías. A principios del siglo XX, en las procesiones participaban un gran número de imágenes de escultores como Gregorio Hernández (autor de la Dolorosa) o Martínez Montañés (autor del Cristo de la Agonía). Muchas de estas imágenes se perdieron, como fue el caso del Ecce Homo junto a Poncio Pilatos, la Verónica con el paño que muestra los tres rostros de Cristo y el Cristo de la Agonía entre otras.

## Cofradías
Estas son las cofradías que formar y vertebran la Semana Santa de Ayora. Son un total de 6 cofradías, cada una de ellas porta una serie de elementos que las diferencian del resto.

### Las Turutas

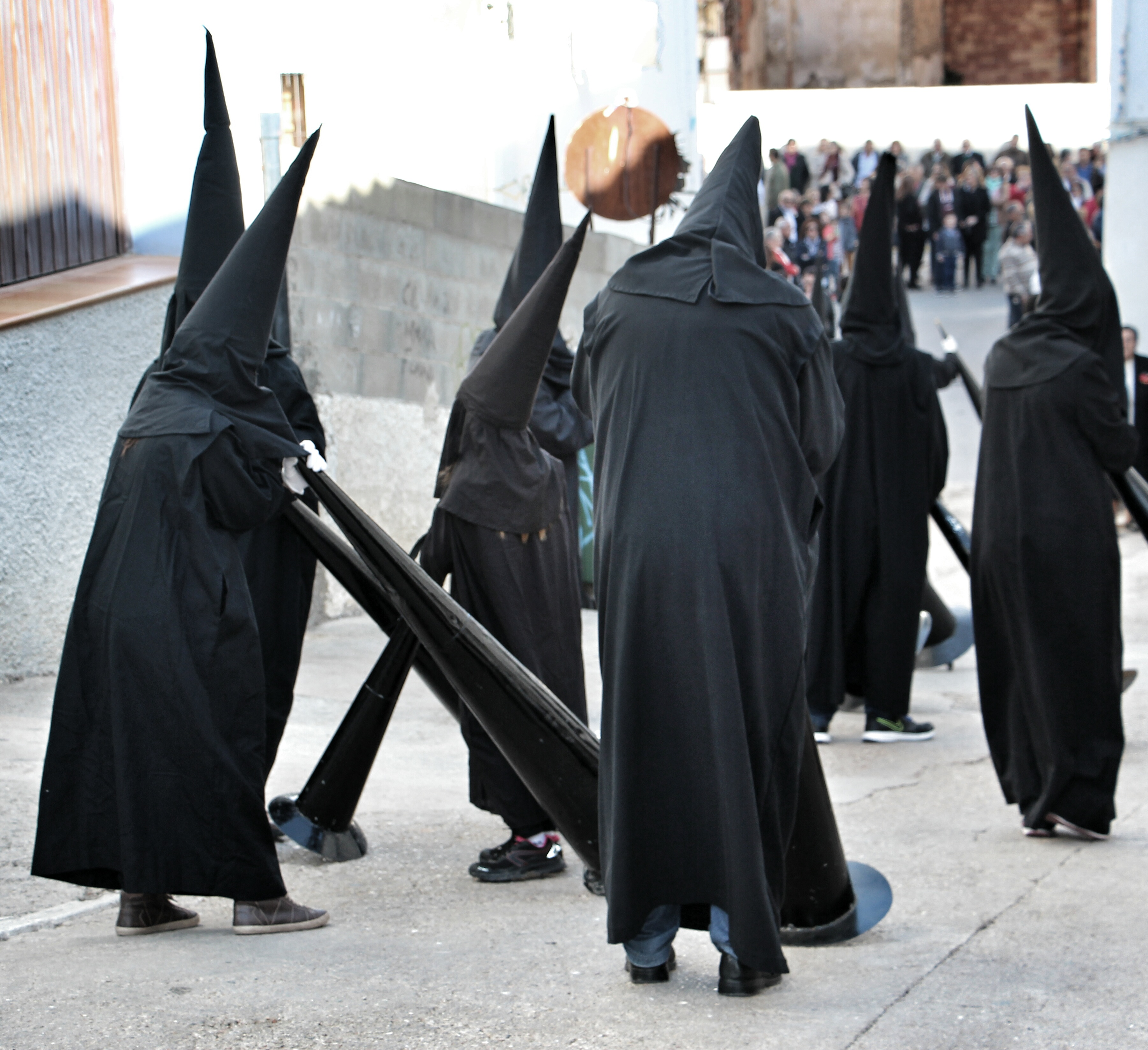
Cofradía de las Turutas durante la Semana Santa Ayorina

La cofradía de las Turutas es una de las más curiosas y única en todo el país. Su nombre viene por el instrumento que portan "la turuta". Una turuta en un instrumento de viento formado por un gran cono metálico negro en cuyo extremo se dispone una pita de trombón. Este instrumento, al ser soplado, produce un sonido grave y oscuro que hace que el suelo próximo vibre haciendo que la persona note más la nota. Si varias turutas tocan a la vez se crea un ambiente lúgubre que acentúa más los momentos de dolor del Vía Crucis. Los portadores visten túnicas negras (con capirote) y guantes blancos, consiguiendo que la turuta sea un personaje enigmático dentro de la Semana Santa.
Está cofradía toma su origen de la Semana Santa en Murcia. Se tiene constancia de que la cofradía participa desde el siglo XVIII. A día de hoy procesionan un gran número de turutas, llegando a ser en torno a 100 algunos años.
Otra de sus características es que procesionan sin orden alguno durante la mañana del Viernes Santo, simplemente se sitúan al principio de la procesión y hacen sonar sus turutas. Tampoco guardan un orden a la hora de tocar ya que tocan cuando quieren. En muchas ocasiones las turutas se colocan cerca de los pies de los niños para que sientan mejor las vibraciones y el sonido, después de lo cual se les ofrece la posibilidad de pitar para que ellos también participen en la tradición.
Esta cofradía procesiona sin imagen el Jueves Santo y el Viernes Santo. Antiguamente realizaba un recorrido la noche del Jueves Santo al Castillo de Ayora y durante toda la madrugada del Jueves al Viernes Santo tocaban sus turutas, haciendo que la madrugada tuviera un ambiente oscuro y sombrío.

### Cofradía de Nuestro Padre Jesús Nazareno

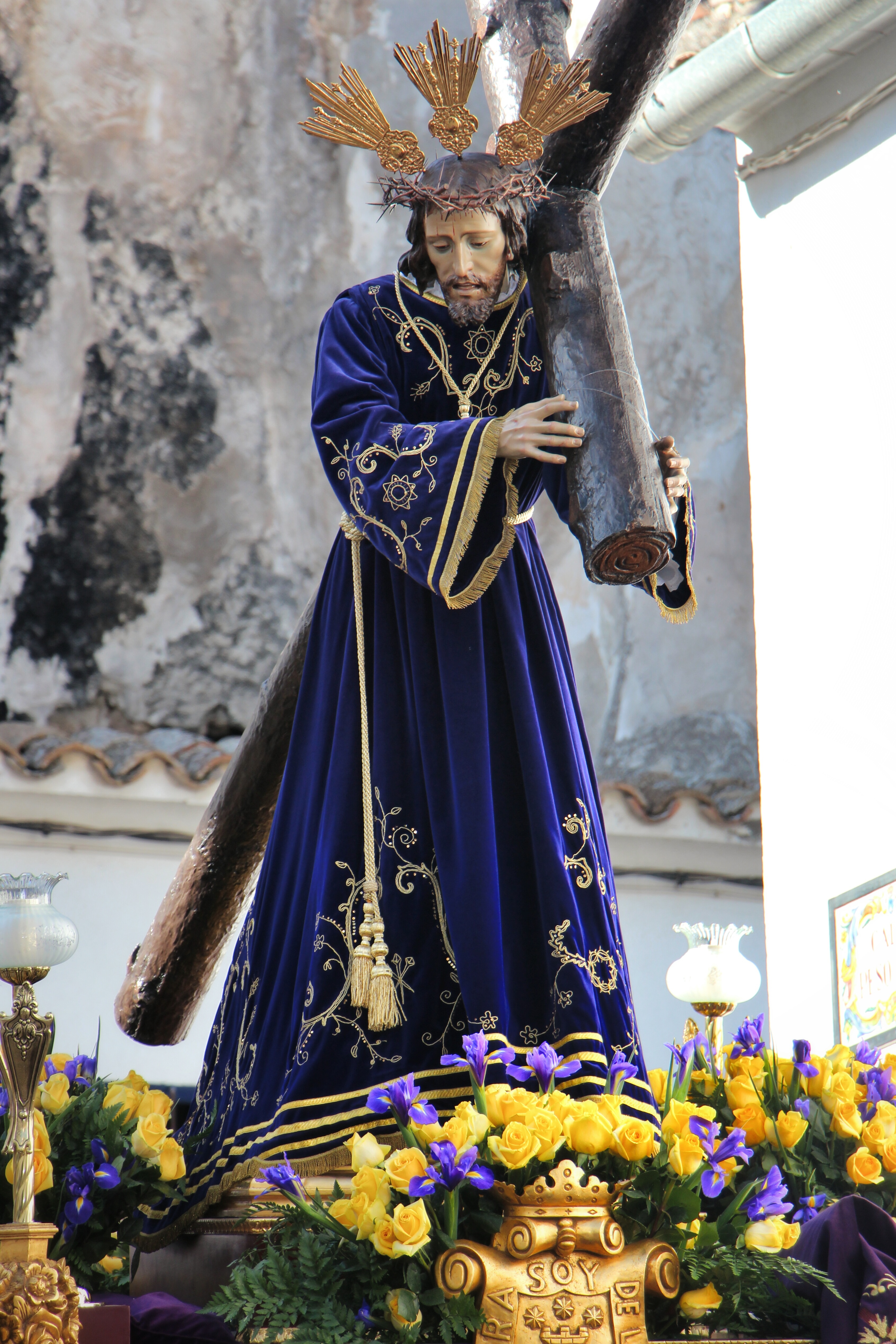
El Nazareno durante el Viacrucis

Esta cofradía procesiona junto a la imagen del Nazareno. Las vestimentas de esta cofradía son de color morado (con capirote), y sus cofrades portan un bastón dorado rematado con una pequeña figura del Nazareno.
Procesionan en orden de dos filas. El Viernes Santo por la noche se les une una banda de tambores y bombos precediendo la imagen.
El Viernes Santo por la mañana procesionan detrás de la imagen unos niños portando los signos de la pasión: la cruz, la escalera del descenso, el pan y el vino, el Monte Calvario, las 30 monedas de plata de Judas, la espada con la que cortaron la oreja a Pedro, la corona de espinas, etc. La tradición de estos niños portando los signos de la pasión es una de las más antiguas de la población. Durante un tiempo se perdió la tradición pero en los últimos años se ha recuperado.
La cofradía procesiona solamente el Viernes Santo.

### Hermandad de los Sayones
Cofradía que representa a las legiones romanas. Datan del siglo XIX. Los miembros de la hermandad portan los trajes de las legiones romanas junto a una capa de color morado, sandalias y casco. La hermandad dispone de una banda de cornetas y tambores que precede su paso y, también, de un grupo de lanceros que acompañan la imagen.
El Jueves Santo acompañan la imagen del Ecce Homo, el Viernes Santo por la mañana durante el Vía Crucis acompañan al Nazareno, el Viernes Santo por la noche acompañan la imagen de Jesús Crucificado y el Domingo de Resurrección a Cristo Resucitado, pero en esta ocasión ya no portan sus vestimentas de romanos sino que van vestidos con el traje típico ayorino.
Junto a los sayones participa un grupo de chicas que representan a diferentes personajes bíblicos y de la pasión:
- La Samaritana: Personaje del Nuevo Testamento que se caracteriza por portar el cántaro de agua. Esta muchacha, el Viernes Santo por la mañana, precede el paso de los Sayones.
- La Verónica: Personaje de la pasión de Jesús que porta en sus manos el velo con el rostro de Jesús. Se coloca entre el grupo de lanceros durante la procesión del Vía Crucis.
- La Magdalena: Discípula y personaje de la pasión. Se caracteriza por portar vestiduras en colores verdes y rosas, y además lleva un pañuelo entre sus manos. Procesiona delante del Nazareno.
- Las tres Marías: Partícipes en la pasión de Jesús. Se caracterizan por llevar las tres la misma vestimenta en tonos claros, blancos y celestes. Se sitúan delante a la imagen de la Virgen de los Dolores.

### Cofradía de San Juan

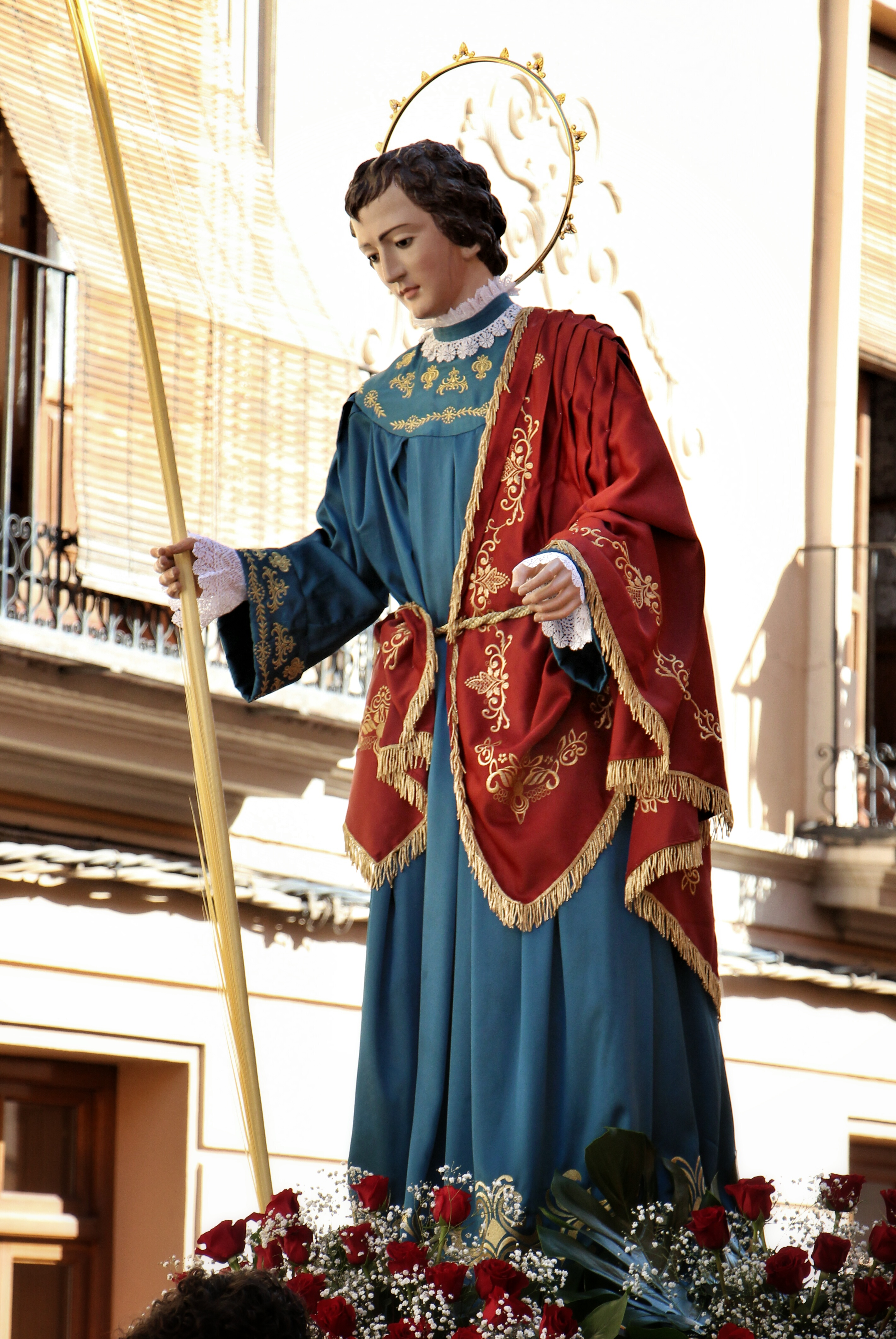
San Juan

Esta cofradía acompaña a la imagen de San Juan. La vestimenta de los cofrades es de color blanco con capirote y capa roja, además portan en sus manos palmas blancas al igual que la imagen del santo. Disponen de banda de cornetas y tambores que precede el paso de la imagen.
Procesionan el Viernes Santo, tanto por el día como en la noche, y el Domingo de Resurrección. El Domingo de Resurrección el Santo porta una palma más elaborada y trenzada que el viernes y sus cofrades procesionan con el rostro descubierto.

### Cofradía de la Sangre de Cristo
Es la cofradía más antigua del pueblo, ya que data del siglo XVI. Sus cofrades no portan ninguna vestimenta determinada aunque suele ser de colores oscuros en señal de duelo.
Procesionan el Viernes Santo por la noche portando a hombros la imagen de Cristo yaciente. El silencio manda al paso de esta cofradía. Son muchos los vecinos que procesionan detrás de la imagen, algunos de ellos incluso descalzos.
Delante de la imagen procesiona un grupo de Manolas, en fila de a dos, vestidas totalmente de negro con peineta y mantilla y portando una vela y un rosario.

### Cofradía de la Virgen de los Dolores
La cofradía acompaña a la imagen de la Virgen de los Dolores. Sus penitentes portan vestimenta de color blanco, capirote blanco y capas de color negro. Además portan en sus manos un bastón coronado con un corazón atravesado por un puñal y rodeado de una corona de espinas.
No disponen de banda propia, pero junto a la cofradía procesiona la Sociedad Musical Ayorense.
Procesionan el Viernes Santo y el Domingo de Resurrección, pero en esta ocasión la imagen de la Virgen porta vestimentas de colores blancos y claros.
Además de estas procesiones la cofradía participa en las procesiones del septenario de la Virgen de los Dolores.
|                         |
| Cofradía de las Turutas |

|                          |
| Hermandad de los Sayones |

|                              |
| Nuestro Padre Jesús Nazareno |

|                      |
| Cofradía de San Juan |

|                                      |
| Cofradía de la Virgen de los Dolores |

|                                                       |
| La samaritana - Detalle de la vestimenta y el cántaro |

|                                                  |
| La Verónica - Detalle de la vestimenta y el paño |

|                                         |
| La Magdalena - Detalle de la vestimenta |

|                                            |
| Las tres marías - Detalle de la vestimenta |

|                              |
| Las treinta monedas de plata |

|                  |
| El pan y el vino |

|                      |
| La corona de espinas |

|                                  |
| La escalera para subir a la cruz |

|                                         |
| El martillo con el que clavaron a Jesús |

## Procesiones

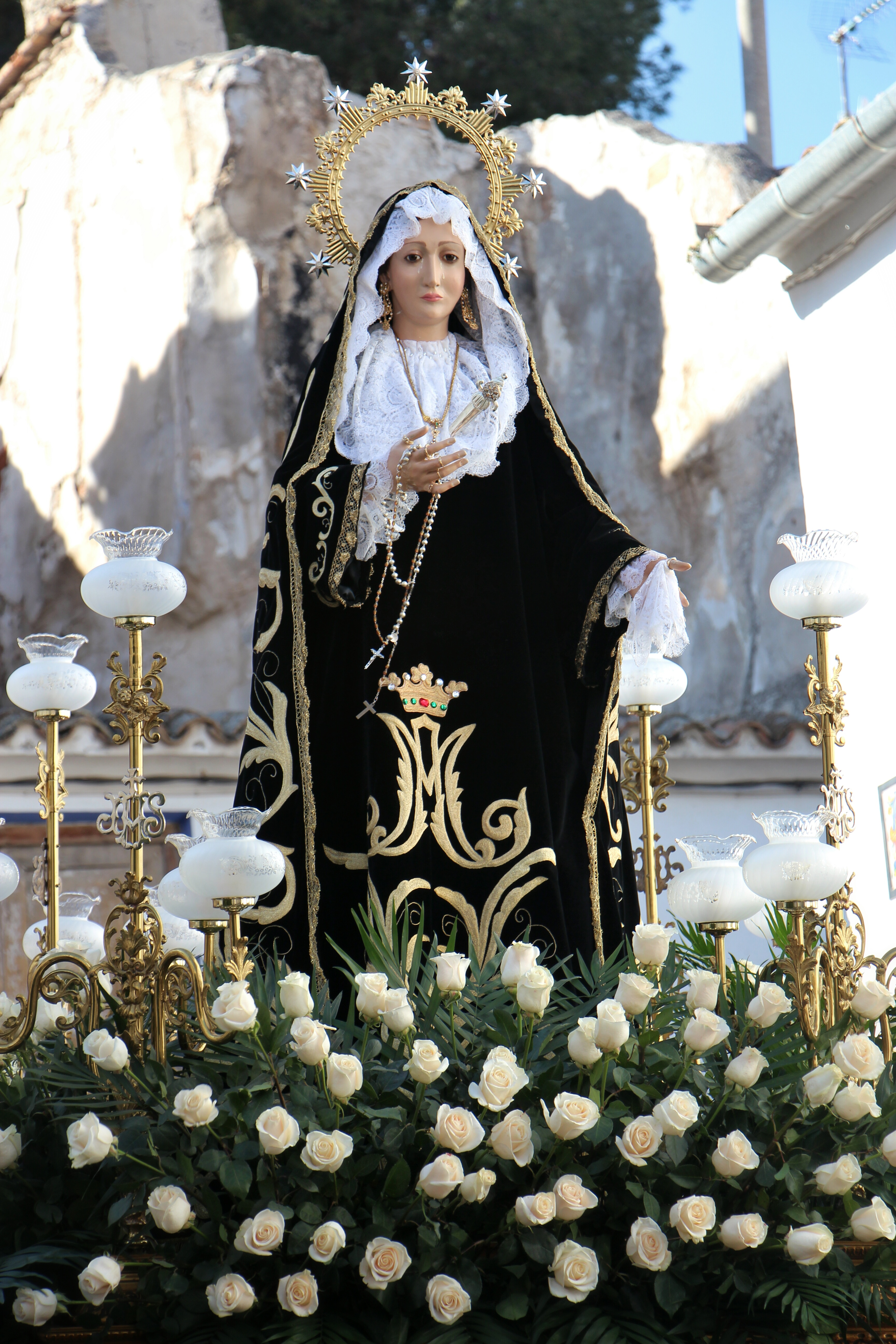
Imagen de la Virgen de los Dolores

Estas son las procesiones que conforman la Semana Santa
- Septenario de la Virgen de los Dolores
  - Hora de Salida: 22:00
  - Lugar de salida: Iglesia de Santa María la Mayor

Esta procesión se celebra el Viernes de la quinta semana de Cuaresma y recuerda los 7 dolores de la Virgen. Transcurre en silencio partiendo desde la Iglesia de Santa María la Mayor, desde donde sale la imagen de la Virgen de los Dolores, y transcurre por una pocas calles de Ayora hasta llegar a la Iglesia de Nuestra Señora de la Asunción. Durante la procesión el silencio solo es interrumpido por los rezos y por la música de una pequeña banda de instrumentos de viento.
El Domingo de Ramos vuelve a salir la Virgen de los Dolores pero, está vez, para realizar el recorrido inverso y llegar de nuevo a Santa María la Mayor.
Esta es una de las procesiones más antiguas del municipio.
- Procesión del Borriquillo
  - Hora de Salida: 11:00
  - Lugar de Salida: Antiguo Convento de Santo Domingo

Se celebra el Domingo de Ramos y representa la entrada de Jesús en Jerusalén a lomos de un borriquillo. Los asistentes a la procesión portan palmas blancas y ramos de olivo.
La procesión transcurre desde el antiguo convento de Santo Domingo hasta la Iglesia de Nuestra Señora de la Asunción. El párroco del pueblo bendice las palmas y los ramos que después serán colgados de los balcones y las ventanas de sus casas.
- Procesión del Prendimiento de Jesús
  - Hora de Salida: 22:30

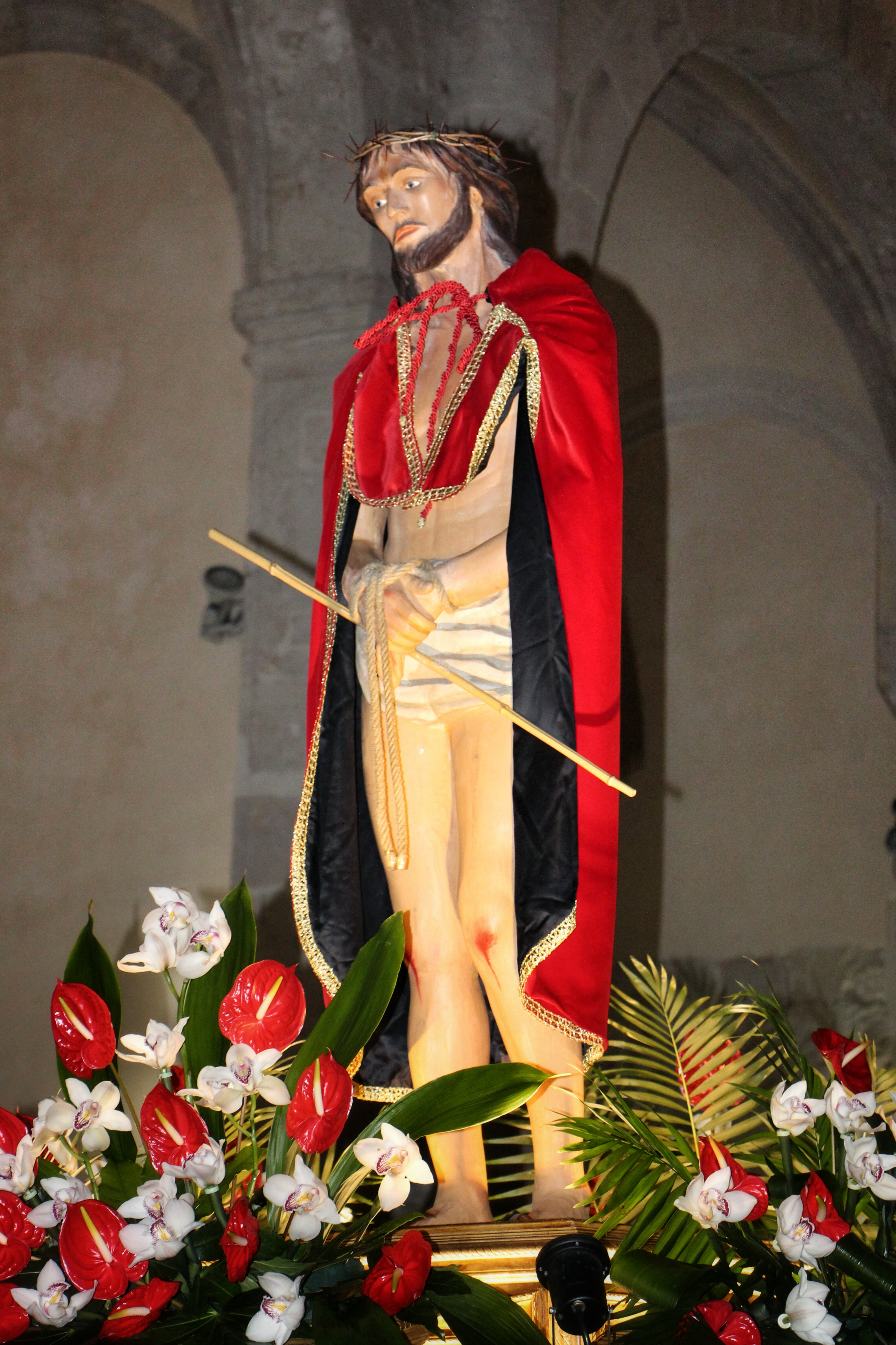
Ecce Homo durante la procesión del prendimiento

Se celebra el Jueves Santo. Desde la tarde hasta el anochecer, la hermandad de los Sayones recorre, en formación, las calles de Ayora. Llegada la noche van al encuentro de la imagen del Ecce Homo. Durante el acto del prendimiento el grupo de lanceros de la hermandad rodean la imagen y la apuntan con sus lanzas. Después, el capitán se acerca al Ecce Homo y le anuda las manos, le coloca la corona de espinas y le impone un manto. Después del acto del prendimiento se celebra la procesión hasta la Iglesia de Santa María la Mayor.
Esta procesión parte de una ermita o iglesia diferente cada año, pero el punto final siempre es en Santa María la Mayor. En esta procesión también es habitual que participen un pequeño grupo de turutas.
- Vía Crucis[5]
  - Hora de Salida: 9:30
  - Lugar de Salida: Iglesia de Santa María la Mayor

Es la procesión del Viernes Santo por la mañana. Parte desde la Iglesia de Santa María la Mayor hasta la Iglesia de Nuestra Señora de la Asunción. Recorre el barrio de los Altos hasta llegar a la Plaza Mayor en primer término, donde las cofradías participantes esperan al resto para realizar el Encuentro. En primer lugar llegan las turutas haciendo sonar sus instrumentos, después llegan los Sayones junto al Nazareno y sus cofrades. Estos esperan en la plaza la bajada de la imagen de San Juan y la Virgen de los Dolores, junto a sus cofrades. En ese momento cuando se produce el Encuentro del Nazareno con San Juan y la Virgen e, instantes después, estas dos imágenes realizarán tres genuflexiones caminando hacia el Nazareno y tres más hacia atrás. Después de este momento, el Nazareno retoma el camino por las calles de Ayora seguido por San Juan y la Virgen de los Dolores.
Después del Encuentro el orden de procesión es en primer término las Turutas, después los Sayones, junto a su banda de cornetas y tambores, acompañando la imagen del Nazareno y junto a ellos las muchachas que representan la Samaritana, la Verónica y María Magdalena. Detrás del Nazareno procesionan sus cofrades y los niños que portan los signos de la pasión y seguidamente lo hace la cofradía de San Juan, junto con su banda de cornetas y tambores, y la imagen del santo. Finalmente cierra la procesión la cofradía de la Virgen de los Dolores, acompañando su imagen, junto a las tres muchachas que representan a las tres marías y detrás la S. M. Ayorense. La procesión recorre varias calles del casco urbano de Ayora, entre ellas la calle Marquesa de Zenete que es la calle principal del pueblo.
Al llegar a la Iglesia, no termina ahí la procesión. Después la imagen del Nazareno vuelve a subir a Santa María la Mayor junto con sus cofrades y los Sayones. Una vez llega el Nazareno a Santa María es cuando se da por finalizada la Procesión.
- Procesión del Santo Entierro
  - Hora de Salida: 22:00
  - Lugar de Salida: Iglesia de Nuestra Señora de la Asunción

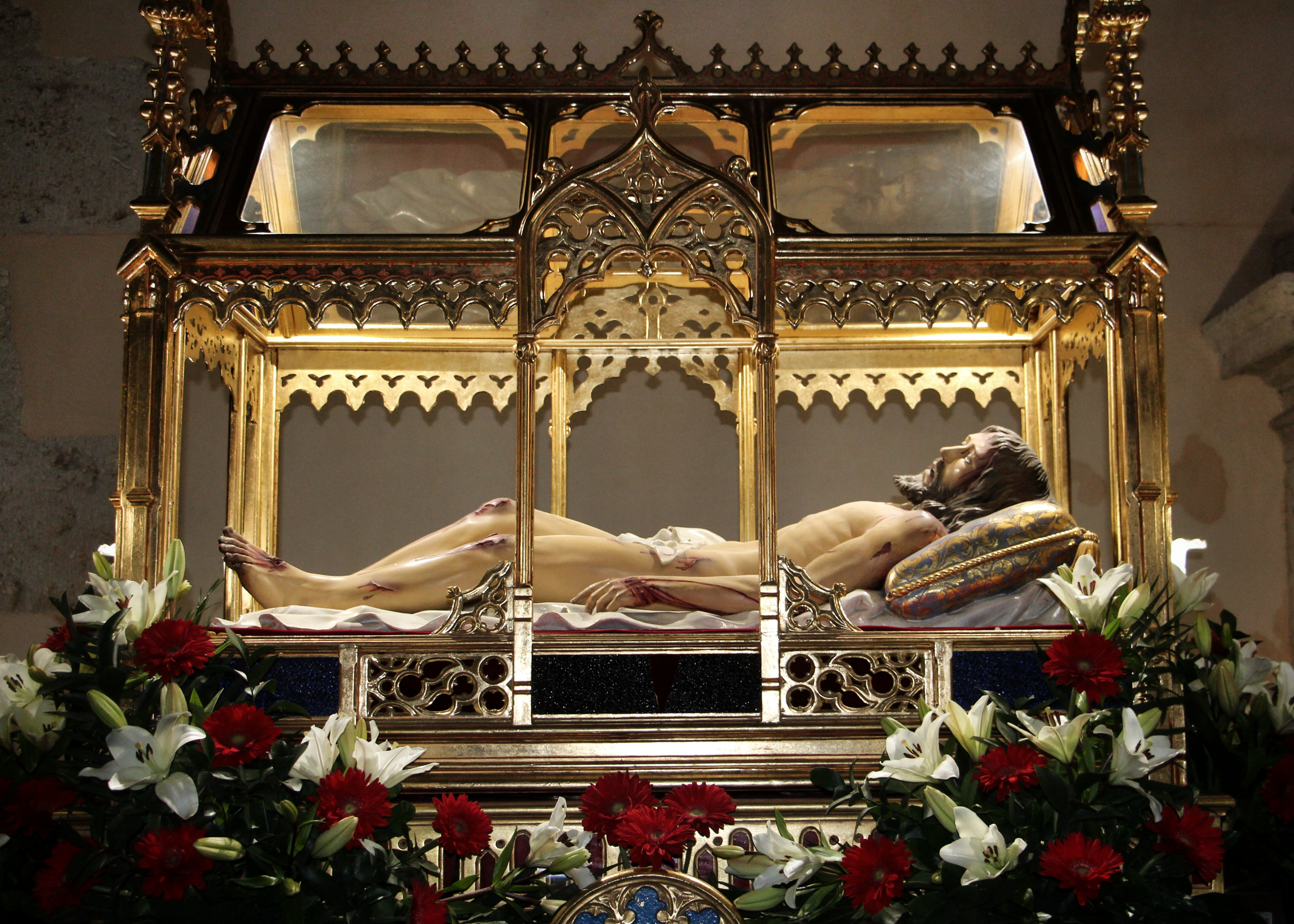
Cristo Yaciente Viernes Santo por la noche

Se celebra el Viernes Santo por la noche y se caracteriza por su carácter solemne. La procesión parte y termina en la Iglesia de Ntra. Señora de la Asunción. Esta es la única procesión en la que participan todas las cofradías.
Encabezan la procesión las Turutas, pero en esta ocasión no tocan la turuta. La llevan al hombro o portan en las manos una vela. Seguidamente procesiona la cofradía del Nazareno precedida por su banda de tambores y bombos. Después le toca el turno a los Sayones y su banda de cornetas y tambores que procesionan junto a la imagen de Jesús crucificado. Junto a ellos procesionan la Samaritana, la Verónica y la Magdalena pero con la cabeza cubierta por una capa o manto. A continuación procesiona la cofradía de San Juan junto a su banda de cornetas y tambores. Detrás de ellos la cofradía de la Sangre de Cristo que portan a hombros la imagen de Cristo Yaciente, o como se conoce en Ayora, el Sepulcro. Precediendo esta imagen participa un grupo de Manolas de riguroso luto. Detrás de la imagen procesionan muchos penitentes, algunos de ellos descalzos. Por último procesiona la cofradía de la Virgen de los Dolores junto a las tres marías también cubiertas por un manto o capa. Detrás participa la S. M. Ayorense y las autoridades locales. Al paso de las imágenes los vecinos y público guardan silencio.
- Procesión del Encuentro - Domingo de Resurrección
  - Hora de Salida: 12:30
  - Lugar de Salida: Iglesia de Nuestra Señora de la Asunción y Plaza de la Cárcel

Se celebra el Domingo de Resurrección en la Plaza Mayor de Ayora. En este acto las imágenes de San Juan y la Virgen se encuentran con Jesús resucitado.
Las tres imágenes llegan a la vez al centro de la Plaza Mayor. Por un lado Jesús resucitado acompañado de los Sayones que visten el traje típico ayorino, y por otro lado San Juan y la Virgen acompañados por la cofradía de San Juan y la de la Virgen de los Dolores. La imagen de Jesús porta vestiduras blancas al igual que la Virgen de los Dolores, y San Juan por su parte porta una palma de grandes dimensiones con un trenzado muy detallado.
Una vez se encuentran las imágenes la imagen de San Juan y la Virgen realizan tres genuflexiones hacia delante y tres hacia atrás tal y como ocurre en el encuentro del Vía Crucis. Después una niña se acerca a la Virgen de los Dolores y le extrae el puñal que tiene clavado en el corazón.
En el encuentro participan las bandas de los Sayones y de San Juan que interpretan, cada una, un tema especial para la ocasión. Después las dos bandas juntas le dedican un tema a la Virgen de los Dolores. El acto concluye con las dos bandas tocando juntas y acompañando a las tres imágenes a la Iglesia de Santa María la Mayor.
|                   |
| Cristo Resucitado |

|                                     |
| San Juan el Domingo de Resurrección |

|                                                  |
| Virgen de los Dolores el Domingo de Resurrección |

## Tradiciones

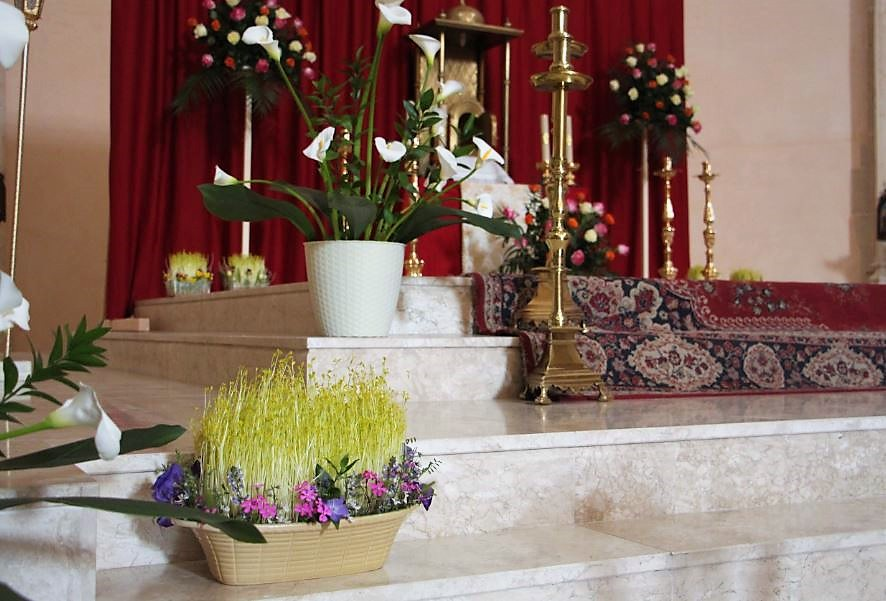
Triguicos de la Semana Santa de Ayora

- Los Triguicos. Los triguicos son una maceta ornamental hecha esencialmente a base de germinados de legumbres. Durante los meses precedentes a la Semana Santa los vecinos preparan estas macetas para que cuando llegue el Jueves Santo puedan llevarlas a la Iglesia. Se utilizan diferentes legumbres y se varían las condiciones de luz y tiempos de germinación para realizar múltiples diseños. El Jueves Santo por la mañana se llevan a la Iglesia de Ntra. Señora de la Asunción y se colocan junto al sagrario donde permanecerán toda la Semana Santa.[6]

- Los Sayones la tarde del Jueves Santo. Los sayones recorren las calles de Ayora al igual que lo hacían las patrullas de las legiones romanas en tiempos de la Biblia.

- Tomar el hornazo en la ermita de la Virgen del Rosario. El hornazo es como se conoce a la Mona de Pascua en Ayora. Suele ser un dulce que lleva un huevo de chocolate o de gallina hervido y puede tener forma de rosca o de lagarto. Es tradicional tomar el hornazo el Domingo por la tarde en el paraje natural de la ermita de la Virgen del Rosario. Esa tarde gran parte de los vecinos y visitantes suben a la ermita situada en un cerro a las afueras de la población y disfrutan de la entrada de la primavera y de la naturaleza.

- Colgar los ramos en balcones y ventanas. Es tradición en Ayora colgar los ramos bendecidos del Domingo de Ramos en los balcones y ventanas de las casas.